# Акерман, Пол
Пол Акерман (англ. Paul Ackerman) — американский музыкальный журналист.
С 1943 по 1973 годы был музыкальный редактором американского журнала «Билборд». Как пишет на своём сайте Зал славы рок-н-ролла, под попечительством Акермана «Билборд» стал ведущим изданием музыкальной индустрии.
Как музыкальный журналист и учёный Акерман был отмечен множеством наград.
Умер 31 декабря 1977 года.

## Премии и признание
В 1995 году заслуги Пола Акермана перед музыкальной индустрией были высоко отмечены — он был посмертно принят в Зал славы рок-н-ролла в категории «Неисполнители». (С 2008 года эта категория официально называется «Премией Ахмета Эртегюна за жизненные достижения» — в честь музыкального продюсера и бизнесмена, одного из основателей Зала славы рок-н-ролла.)